# Atletismo nos Jogos Mundiais Militares de 2011 - 200 m masculino
A disputa dos 200 metros rasos masculino nos Jogos Mundiais Militares de 2011 foi realizada nos dias 22 e 23 de julho  no Estádio Olímpico João Havelange.

## Medalhistas
| Ouro   | QAT Femi Seun Ogunode |
| Prata  | MAR Ouhadi Aziz       |
| Bronze | DOM Joel Tapia        |

## Primeira fase

### Bateria 1
| Pos. | Atleta                     | Tempo | Notas |
| ---- | -------------------------- | ----- | ----- |
| 1    | QAT Femi Seun Ogunode      | 21.22 | Q     |
| 2    | TRI Oneil McKnight         | 22.72 | Q     |
| 3    | IRL Ruadhri Kedney         | 22.91 | Q     |
| 4    | GAM Sulayman Nije          | 23.26 |       |
| 5    | BDI Hatungimana Jean-Marie | 23.69 |       |
| —    | ZIM Liberty Chinyerere     | DNS   |       |
| —    | DOM Kevin Herrera          | DNS   |       |
| —    | GBS Delfim João Danca      | DNS   |       |

### Bateria 2
| Pos. | Atleta                      | Tempo | Notas                |
| ---- | --------------------------- | ----- | -------------------- |
| 1    | BRA Nilson André            | 21.55 | Q                    |
| 2    | BEL Joris Haeck             | 21.69 | Q                    |
| 3    | POL Kamil Masztak           | 21.71 | Q                    |
| 4    | IND Joseph Mattathil George | 22.03 |                      |
| 5    | JAM Oliver Christie         | 22.14 |                      |
| 6    | CYP Kyriakidis Kriton       | 22.50 |                      |
| 7    | INA Anton Dwi Cahyo         | 22.53 | Recorde da temporada |
| 8    | UAE Talal Mubarak           | 22.62 |                      |

### Bateria 3
| Pos. | Atleta                      | Tempo | Notas |
| ---- | --------------------------- | ----- | ----- |
| 1    | CMR Belinga François Xavier | 21.69 | Q     |
| 2    | POL Daniel Dabrowski        | 21.88 | Q     |
| 3    | IND Nitin Kumar             | 21.93 | Q     |
| 4    | INA Sumarsono Sakeh         | 21.96 | q     |
| 5    | COL Omar Estrada Hernández  | 22.02 |       |
| 6    | NAM Basilius Karupu         | 22.37 |       |
| 7    | CHA Djedouboum Richard      | 22.90 |       |
| —    | CPV Lucio José Ramos Rocha  | DNS   |       |

### Bateria 4
| Pos. | Atleta                | Tempo | Notas |
| ---- | --------------------- | ----- | ----- |
| 1    | DOM Joel Tapia        | 20.97 | Q, SB |
| 2    | MAR Ouhadi Aziz       | 21.35 | Q     |
| 3    | KSA Halmed Albish     | 21.55 | Q     |
| 4    | SRI Shenan Abeypitiya | 21.60 | q     |
| 5    | VEN Ronald Amaya      | 21.77 | q     |
| 6    | KEN Kipkemboi Soi     | 21.77 | q     |
| 7    | NED Michael Anpong    | 22.22 |       |
| —    | TUR Serdar Elmas      | DNF   |       |

### Bateria 5
| Pos. | Atleta                         | Tempo | Notas |
| ---- | ------------------------------ | ----- | ----- |
| 1    | UAE Omar Alsalfa               | 21.06 | Q     |
| 2    | BRA Ailson Feitosa             | 21.15 | Q     |
| 3    | ITA Roberto Donati             | 21.35 | Q     |
| 4    | SUI Pascal Mueller             | 21.43 | q     |
| 5    | VEN Álvaro Casiani             | 21.90 | q     |
| 6    | TRI Jonathan James             | 22.16 |       |
| 7    | COL Martín Andrés Serpa Berrio | 22.51 |       |
| —    | GUI Moussa Cámara              | DNS   |       |

### Bateria 6
| Pos. | Atleta                  | Tempo | Notas |
| ---- | ----------------------- | ----- | ----- |
| 1    | JAM Marlon Robinson     | 21.48 | Q     |
| 2    | KSA Mohammad Ibrahim    | 21.67 | Q     |
| 3    | CYP Georgios Avraam     | 22.11 | Q     |
| 4    | SUI Oliver Lanz         | 22.40 |       |
| 5    | CAN Craig Greeley       | 22.90 |       |
| —    | TUR Hakan Karacaoglü    | DNF   |       |
| —    | GAM Lamin Darboe        | DSQ   |       |
| —    | CMR Bisseck Pierre Paul | DSQ   |       |

## Semifinais

### Semifinal 1
| Pos. | Atleta                | Tempo | Notas |
| ---- | --------------------- | ----- | ----- |
| 1    | QAT Femi Seun Ogunode | 20.56 | Q =   |
| 2    | POL Kamil Masztak     | 21.08 | Q     |
| 3    | JAM Marlon Robinson   | 21.46 |       |
| 4    | KSA Mohammad Ibrahim  | 21.75 |       |
| 5    | VEN Ronal Amaya       | 22.18 |       |
| —    | BEL Joris Haeck       | DNF   |       |
| —    | IND Nitin Kumar       | DNF   |       |
| —    | KEN Kipkemboi Soi     | DNS   |       |

### Semifinal 2
| Pos. | Atleta                      | Tempo | Notas |
| ---- | --------------------------- | ----- | ----- |
| 1    | DOM Joel Tapia              | 20.97 | Q     |
| 2    | BRA Ailson Feitosa          | 21.35 | Q     |
| 3    | ITA Roberto Donati          | 21.42 | q     |
| 4    | SUI Pascal Mueller          | 21.61 |       |
| 5    | CMR Belinga François Xavier | 21.84 |       |
| 6    | TRI Oneil Mc Knight         | 22.69 |       |
| 7    | INA Sumarsono Sakeh         | 22.86 |       |
| 8    | IRL Ruaidhri Kedney         | 22.88 |       |

### Semifinal 3
| Pos. | Atleta                | Tempo | Notas |
| ---- | --------------------- | ----- | ----- |
| 1    | MAR Ouhadi Aziz       | 20.77 | Q     |
| 2    | UAE Omar Alsalfa      | 20.91 | Q     |
| 3    | BRA Nilson André      | 20.98 | q     |
| 4    | KSA Almed Albish      | 21.55 |       |
| 5    | VEN Álvaro Casiani    | 22.09 |       |
| 6    | CYP Georgios Avraam   | 22.25 |       |
| —    | SRI Shenan Abeypitiya | DNF   |       |
| —    | POL Daniel Babrowski  | DNF   |       |

## Final
| Pos.              | Atleta                | Tempo | Notas                |
| ----------------- | --------------------- | ----- | -------------------- |
| Medalha de ouro   | QAT Femi Seun Ogunode | 20.46 | Recorde militar      |
| Medalha de prata  | MAR Ouhadi Aziz       | 20.62 |                      |
| Medalha de bronze | DOM Joel Tapia        | 20.88 | Recorde da temporada |
| 4                 | BRA Nilson André      | 20.91 |                      |
| 5                 | UAE Omar Alsalfa      | 20.92 |                      |
| 6                 | BRA Ailson Feitosa    | 21.26 |                      |
| 7                 | POL Kamil Masztak     | 21.32 |                      |
| 8                 | ITA Roberto Donati    | 21.69 |                      |

Legenda
| Recorde mundial      | Recorde mundial (World record)               |                       | Recorde africano                      | Recorde africano (African) |                                           | Q | Classificado por posição (Qualified) |
| Recorde militar      | Recorde dos Jogos Mundiais Militares         | Recorde da América    | Recorde da América (Americas)         | q                          | Classificado por melhor tempo (Qualified) |   |                                      |
| Melhor marca do ano  | Melhor marca do ano (World leading)          | Recorde asiático      | Recorde asiático (Asian)              | DNS                        | Não largou (Did not start)                |   |                                      |
| Recorde nacional     | Recorde nacional (National record)           | Recorde europeu       | Recorde europeu (European)            | DNF                        | Não terminou (Did not finish)             |   |                                      |
| Recorde pessoal      | Recorde pessoal do atleta (Personal best)    | Recorde da Oceania    | Recorde da Oceania (Oceania)          | DSQ / DQ                   | Desclassificado (Disqualified)            |   |                                      |
| Recorde da temporada | Recorde da temporada do atleta (Season best) | Recorde sul-americano | Recorde sul-americano (South America) | NM                         | Sem marca (No mark)                       |   |                                      |